# トリップワールド
『トリップワールド』 (Trip World) は、サンソフトが開発し1992年11月27日に発売されたゲームボーイ用の横スクロールアクションゲーム。1993年には欧州においても発売された。
主人公が3つの形態に変身でき、微細に描き込まれたドット絵を特徴とする本作は、2011年にニンテンドー3DS用のバーチャルコンソール対応ソフトとして配信されたほか、2023年には『トリップワールドDX』としてリメイクされた（#他機種版）。

## ゲーム内容
ウサギに似たキャラクターであるシャブブ族の若者ヤコプを操作して、ヤコプの住む世界トリップワールドへ平和を取り戻すために冒険していくゲームである。
基本的なシステムとしてヤコプは変身することができ、キックで攻撃する形態（陸上ヤコプ）、空を耳で羽ばたいて飛ぶ形態（空中ヤコプ）、魚になり水の中を泳ぐ形態（水中ヤコプ）の3種類にいつでも変身可能である。それ以外にも、アイテムをとることによって変身する特殊な形態があり、様々な能力を発揮することができる。
プレイヤーストック・ライフ併用制で、ライフが全て無くなると1ミスとなり、残機が0の時にミスするとゲームオーバー。コンティニューする事は出来ないが、本作はオプション画面で各ワールドの好きな区切りからゲームを始める事が可能となっている。
基本的に敵との接触では自身へのダメージにならず、地形のトゲに触れたり、敵が攻撃時に出したものに当たるなど明確にダメージとなる対象が分かる仕様となっており、基本的に難易度は高くはないが、ラスボスだけはかなりの難易度である。

## ストーリー
平和の象徴、マイタの花が盗まれた。仲の良かったみんなが急にケンカばかりになってしまった。ついには草や花まで狂暴になってしまった。ヤコプよ、トリップワールドに平和を取り戻せ。

## ステージ構成
- ワールド1・デュービアス山
- ワールド2・サベージランド
- ワールド3・アイリットランド
- ワールド4・プリンランド
- ワールド5・ミルラランド

## 登場キャラクター
ヤコプ
本作の主人公。シャブブ族の若者。盗まれた平和の象徴であるマイタの花を取り戻すため冒険へ出る。陸上ヤコプ、空中ヤコプ、水中ヤコプと3つの形態に変身できるほか、特定のアイテムを取る事でしっぽヤコプ、花ヤコプ、ボールヤコプなどの特殊な形態へ変身できる。
長老
マイタの花を守る老シャブブ。ヤコプと2人で暮らしている。
王様
平和を愛するミルラランドの王。
王妃
ミルラランドの王妃。エンディングで登場する。

## 他機種版
| No. | タイトル           | 発売日 | 対応機種                      | 開発元        | 発売元                                               | メディア                                       | 型式 | 備考 | 出典              |
| --- | ------------------ | --- | ----------------------------- | ------------- | ---------------------------------------------------- | ---------------------------------------------- | ---- | ---- | ----------------- |
| 1   | トリップワールド   | 2011年11月30日 2012年1月5日                                                                                          | ニンテンドー3DS               | サンソフト    | サンソフト                                           | ダウンロード (バーチャルコンソール)            | -    |      | [ 3 ]             |
| 2   | トリップワールドDX | ダウンロード版(Switch版) 2023年11月30日 ダウンロード版(PS5版) 2024年2月15日 パッケージ版(Switch,PS5版) 2024年3月28日 | Nintendo Switch PlayStation 5 | CARBON ENGINE | サンソフト SUPERDELUXE GAMES (パッケージ版 日本販売) | ダウンロード Switch専用ゲームカード UHD BD-ROM | -    |      | [ 4 ] [ 5 ] [ 6 ] |

トリップワールドDX
ゲームボーイ『トリップワールド』の開発ディレクター、植田祐一の監修の元、カラー化させたリメイク作。未公開の開発資料、植田祐一のインタビュー映像、ミュージックプレイヤーなどの特典が付いている。

## スタッフ
- チーフ・ディレクター：植田祐一
- チーフ・プログラマー：植田祐一
- チーフ・デザイナー：なりたとしひこ
- デザイナー：さかいりえこ、森亜希子
- 音楽：PHASE OUT、岩田雅之、いしだつとむ、見廣篤
- 音楽プログラマー：松前真奈美、瀬谷辰宇
- ハイパー・アドバイザー：酒井智巳
- スペシャル・サンクス：鈴木博之、渡辺和幸、おかざきみほこ、森達男

## 評価
- ゲーム誌『ファミコン通信』の「クロスレビュー」では、5・6・6・5の合計22点（満40点）となっている[11][7]。レビュアーからはマップ構成が同社の『へべれけ』（1991年）や『ギミック!』（1992年）に類似した部分があるとした上で全体的な構成が「しっかりしている」と評価された他、「丁寧に描き込まれたグラフィックも好感が持てる」と肯定的に評価された[11]。

- ゲーム誌『ファミリーコンピュータMagazine』の読者投票による「ゲーム通信簿」での評価は以下の通り17.4点（満30点）となっている[9]。

| 項目 | キャラクタ | 音楽 | お買得度 | 操作性 | 熱中度 | オリジナリティ | 総合 |
| 得点 | 3.2        | 2.7  | 2.5      | 2.8    | 2.8    | 3.4            | 17.4 |